# Phare de Punta Charagato
Le phare de Punta Charagato est un phare actif situé sur l'île de Cubagua (Antilles vénézuéliennes), faisant partie de la municipalité de Tubores dans l'État de Nueva Esparta au Venezuela.
Le phare appartient à la marine vénézuélienne et il est géré par l'Oficina Coordinadora de Hidrografía y Navegación (Ochina).

## Histoire
Le  phare est situé à la pointe nord-est de l'île Cubagua, à environ 15 km au sud-ouest de Punta de Piedras (île Margarita). Le site n'est accessible uniquement qu'en bateau.

## Description
Ce phare est une tour cylindrique en fibre de verre, avec une galerie et lanterne de 10 m de haut. Le phare est peint en bandes orange et blanches. Il émet, à une hauteur focale de 15 m, un éclat blanc par période de 12 secondes. Sa portée est de 15 milles nautiques (environ 28 km).
Identifiant : ARLHS : VEN-035 - Amirauté : J6494 - NGA : 17172 .
|              |
| Localisation |

|         |
| Cugagua |

### Lien connexe
- Liste des phares du Vénézuela